# Грамофонна плоча
Грамофонната плоча е аналогов носител на информация, най-често изработен от поливинилхлорид, който се използва за репродуциране на звук от грамофон. Грамофонът е патентован от Емил Берлинер на 26 септември 1887 г. Първите плочи били от цинк. През 1893 г. на пазара се появяват първите грамофонни плочи от ебонит, които имат продължителност на записа от 2 минути при 70 оборота в минута. Три години по-късно ебонитът е заменен с шеллак. Първите реални грамофонни плочи са създадени около 1890 година, малко по-късно са пуснати и първите плочи за потребителите, които вече са се слушали при честота на въртене 78 оборота в минута. те са били направени предимно от шеллак, твърд и чуплив материал наподобяващ бакелит. След това плочите се усъвършенстват, звуковъзпроизвеждането става все по-качествено, намалява се шумът, оборотите на въртене на плочата стават 78, после намаляват на 45 оборота при свръх-качествено възпроизвеждане и 33 оборота в минута при дългосвирещите плочи, но с по-ниско изразен честотен диапазон. В рядка употреба на пазара съществуват и грамофонни плочи за аудиовъзпроизвеждане на 16 2/3 оборота. Първите патенти на двуканален стереофоничен запис датират от 1931 година. Едва след Втората световна война обаче е започната по-интензивна работа в тази oбласт.

## Начин на действие
Дискът (плочата), поставен на грамофона, се върти с постоянни обороти от порядъка на 78; 45⅓, 33⅓ или 16⅓. Върху диска има бразда, която представлява улей, канал и тази бразда е насочена спирално към центъра на диска (плочата); тази бразда представлява записа. Когато плочата е поставена на грамофона и се върти с определените обороти, върху плочата се поставя иглата, която е закрепена на тонрамото. Трептящата игла е свързана към звукоотнемателя (дозата), по този начин иглата влиза в браздата (канала) на плочата и започва да трепти, тези механични трептения на иглата се предават на дозата и се трансформират в електричен сигнал. Звукоотнемателят (дозата), която може да претрансформира трептенята по два начина: по електромагнитен или по пиезоелектричен метод, след това електрическите трептения, представляващи реалния сигнал, се усилват през усилвател и се подават на високоговорителя, като неговите трептения възпроизвеждат сигнала звуково. В този случай сигналът се нарича аналогов (реален), защото трептенията на иглата от плочата към дозата преминали през усилвателя са равни на трептенията на високоговорителя, измервани в херцове Hz.

## Производство, видове
Грамофонните плочи се изработват чрез способа на матричния принцип, като това позволява неограничен брой копия без разлика. Матрицата представлява кръгла форма, направена от мек материал, например восък с примеси, издържащи на висока температура. Матрицата се поставя на записваща машина и се върти с определените обороти, над матрицата има резец с точно определен профил, който нарязва концентричен канал „бразда“ по въртяща се матрица, тоест тази бразда представлява записа преобразувания електрически сигнал. Браздата бива тясна и широка.
Преди да бъде записано на плоча, най-често изпълнението първо се записва на студийна магнетофонна лента, която притежава много качествено възпроизвеждане. Това се прави с цел да се отстранят евентуални грешки на изпълнителите и за да може да се знае предварително точното времетраене на записа. Магнетофонната лента с такъв запис се нарича „мастерлента“, възпроизвежда се от студиен магнетофон и сигналът се подава на усилвател. Той усилва електрическия сигнал многократно, след което аналоговият електрически сигнал се трансформира в механични трептения на резеца, който трептейки чертае в концентрично-спирална окръжност браздата върху матрицата, вървяща спирално по-посока към центъра. Постъпващият електрически сигнал с определена амплитуда („мах“) кара резеца да копира точно всяка крива от аналоговия сигнал, в резултат на което се получава точно копие на сигнала без изменение върху восъчната матрица.
От готовата вече матрица се изработва огледално копие от по-твърд материал, което се нарича „майка“. А вече от „майката“ се изработват матрици, които се наричат „синове“, поставя се материалът поливинилхлорид, предварително загрят до определена температура, и започва пресоването под определено налягане, в резултат на което нагрятият мек материал навлиза в браздата на матрицата. Материалът придобива кръглата форма на матрицата и на спиралната бразда, след изстиване на материала и проверка на качеството на изработката, плочата е готова и може да бъде чут записът върху нея на грамофон.
Етапи на записване на грамофонната плоча през годините:
1. до 1920 г. – директен акустически запис, чрез рупор на восъчни дискове, лицензионни технологии, монополизиран пазар;
2. 1920 – 1930 г. – електрически звукозапис, микрофонна техника с естествена акустика, раждане на музикалните жанрове, лампова усилвателна техника, електромагнитни дози;
3. 1930 – 1950 г. – магнитофонен запис, монтаж с наложена изкуствена реверберация;
4. 1950 – 1960 г. – стандартизация, раждане на HI-Fi и стереофоничния запис на лаков диск;
5. 1960 – 1970 г. – многопистов звукозапис, динамическа обработка и реверберация, шумопонижение;
6. 1970 – 1980 г. – многоканален звукозапис, цифров микс, запис на метален диск;
7. 1980 – 1990 г. – цифрова обработка и компютърен монтаж.

Според предназначението си грамофонните плочи се делят на следните видове:
- Грамофонни плочи със записи, предназначени за реализация в търговската мрежа, и за продажба на обществеността – обхващащ процеса на запис и тиражиране чрез обикновено пресоване.
- Грамофонни плочи, предназначени за разпространение и обмен между излъчващи радиостанции и организации, както и за друго предназначение, които не се предлагат за продажби на обществеността. Обхваща както вариант за пресоване, така и директно записване.
- Директни записи, направени върху лаков носител „lacquer“, или „acetate“ за единично или многократно възпроизвеждане.
- Тиражиране. Копиране от директни носители чрез пресоване, подобно на това за нормално производство на плочите, предназначени за разпространение в търговската мрежа.

Според броя на песните (времетраенето) и размерите си плочите се делят на следните видове:
- Шеллакови (твърди) плочи, 10 инча, сингли – 2 песни (78 об./м.) – произвеждани до 1960-e години.
- Сингли, SP, 7 инча – 1, 2 песни, по-рядко до 4 (45⅓ об./м.)
- Малки плочи, EP, 7 инча – 2, 3 или 4 песни, а ако времетраенето на песните е по-кратко – до 6 (33⅓)
- Дългосвирещи средни плочи, MP, 10 инча – до 8 песни (16⅓ или 33⅓ об./м.)
- Дългосвирещи големи плочи, LP, 12 инча – 12 песни (33⅓ об./м., много рядко 45⅓ – максисингли)

Много рядко се срещат и други размери: 5, 6, 8, 9, 11 и 13 инча.

## Предимства и недостатъци
Недостатъците на грамофонните плочи са трудоемкото им производство, изискването за високо качество на материала и прецизна технология на производство, сравнително трудното съхранение (предпазване от запрашване, драскане, натиск, огъване и топлина), малката продължителност на записа – общо 40 минути при диаметър на плочата 300 mm, големите им размери, диаметър и маса. Известно е, че след 22-рото прослушване качеството на звука започва да се влошава. Освен това при прослушване звукът често е съпроводен с паразитни шумове: изкривявания в честотната лента (съскане), пукане и шум, причинен от механичните части на грамофона (румпел).
Предимствата на плочите са издръжливостта, дълготрайността на записа при добро съхранение и просвирване на качествен грамофон („вечният“ звуконосител), добри динамични характеристики, добра честотна лента на записа, приближаваща се до реалното звучене. През последните няколко години интересът към грамофонната плоча се завръща. Възражда се и производството на съвременни грамофони и грамофонни дози, които имат много по-добри качества и по-дълъг живот.

## Други особености
Върху всяка плоча в центъра има надпис (етикет), който представлява музикалния издател и изпълнителя. Върху него има изписана следната характерна информация, например:
- Име на компанията издател (или звукозаписна компания и издател, ако са две различни компании).
- Скоростта на запис (като най-често е посочена закръглената скорост до цяло число – най-често 33 и 45 оборота в минута).
- Указател за качеството на запис – моно или стерео.
- Тиражният брой (издателски номер) на копието (уникален идентификационен номер), например D1404.
- Индикатор за страната на запис (най-често е с букви – страна А и страна Б /на латиница – съответно A и B/, но може да е с римски или арабски цифри).
- Име на грамофонната плоча или албум (може да липсва такава информация).
- Списък със записани произведения, имената на изпълнител(и), оркестър и др.
- Общата продължителността на записа в минути, примерно – 2'50"; (често и тази информация липсва).
- Годината на записа (или производство на плочата) P1965 или (p)1965.
- Указатели за авторско право на издател (copyright) и забрана за презапис. Когато издаването е премиерно, а не преиздаване, най-често е посочена само една година след индикатора за авторско право, примерно (C) Balkanton 1975, или годината е пропусната, като се приема, че тя е еквивалентна с годината на производство (p). В случай на преиздаване добрата практика изисква да се посочват годините на преиздаване, като последната е актуалната за дадения албум на който е положена. Примерно: (c) 1970, 1975, 1983. Когато дадено произведение е преиздавано многократно, вместо различните години се посочва премиерната и годината на последно издание с тире между тях: (c) 1962 – 1987.
- Информация за плочи HI-FI, при, които плочата е със свръх-високо качество на записа най-често при скорост 45 оборота. При тези плочи изработката е от по-качествен антистатичен материал, при което на етикета (лейбъла) има отличителен знак с изписан надпис, например: True High Fidelity, New High Fidelity, High Quality и др. под.

## Любопитно
На 9 декември 2008 г. в сградата на Парижката опера в двореца „Гарние“ за пръв път са просвирени записи на грамофонни плочи, които са били съхранявани в специални „капсули на времето“ през 1907 г. Всичките 24 броя грамофонни плочи са извадени от подземията на двореца, просвирени и дигитализирани. На плочите са записани Фьодор Шаляпин, Пабло Сарасате, Франческо Томаньо, Енрико Карузо и други големи имена от онази епоха.